# Баньизо
Баньизо́ (фр. Bagnizeau) — коммуна во Франции, находится в регионе Пуату — Шаранта. Департамент коммуны — Шаранта Приморская. Входит в состав кантона Мата. Округ коммуны — Сен-Жан-д’Анжели.
Код INSEE коммуны — 17029.

## Население
Население коммуны на 2010 год составляло 187 человек.
| 1962 | 1968 | 1975 | 1982 | 1990 | 1999 | 2010 |
| ---- | ---- | ---- | ---- | ---- | ---- | ---- |
| 201  | 186  | 173  | 166  | 160  | 187  | 187  |

## Экономика
В 2010 году среди 108 человек трудоспособного возраста (15—64 лет) 79 были экономически активными, 29 — неактивными (показатель активности — 73,1 %, в 1999 году было 70,4 %). Из 79 активных жителей работали 71 человек (36 мужчин и 35 женщин), безработных было 8 (5 мужчин и 3 женщины). Среди 29 неактивных 6 человек были учениками или студентами, 16 — пенсионерами, 7 были неактивными по другим причинам.